# Canal internacional
Canal internacional é um canal de uma grande emissora de televisão, situado nas mais diversas regiões do mundo, e que provavelmente devido à globalização, emite o seu sinal (algumas vezes modificados, para atender ao fuso-horário) a países de todo o mundo, geralmente via televisão por assinatura.
No Brasil, a Globo Internacional e a RecordTV, transmitem os seus sinais para países como os EUA, Japão, Angola, e ainda alguns países da Europa.
Em Portugal, a SIC também tem um canal internacional, que é exibido no Brasil pela SKY/NET, com o nome de SIC Internacional, que exibe além de telejornais e programas ao vivo,  atrações gravadas. Além da SIC, a RTP também exibe sua programação internacionalmente, através da RTP Internacional.